# Аспарн-ан-дер-Цайя
Аспарн-ан-дер-Цайя (нем. Asparn an der Zaya) — ярмарочная коммуна (нем. Marktgemeinde) в Австрии, в федеральной земле Нижняя Австрия.
Входит в состав округа Мистельбах.  Население составляет 1771 человек (на 31 декабря 2005 года). Официальный код  —  31603.

## География
Занимает площадь 40,48 км².

## Политическая ситуация
Бургомистр коммуны — Йохан Панцер (АНП) по результатам выборов 2005 года.
Совет представителей коммуны (нем. Gemeinderat) состоит из 19 мест:
- АНП занимает 11 мест.
- СДПА занимает 7 мест.
- АПС занимает 1 место.